# Íñigo Landaluze

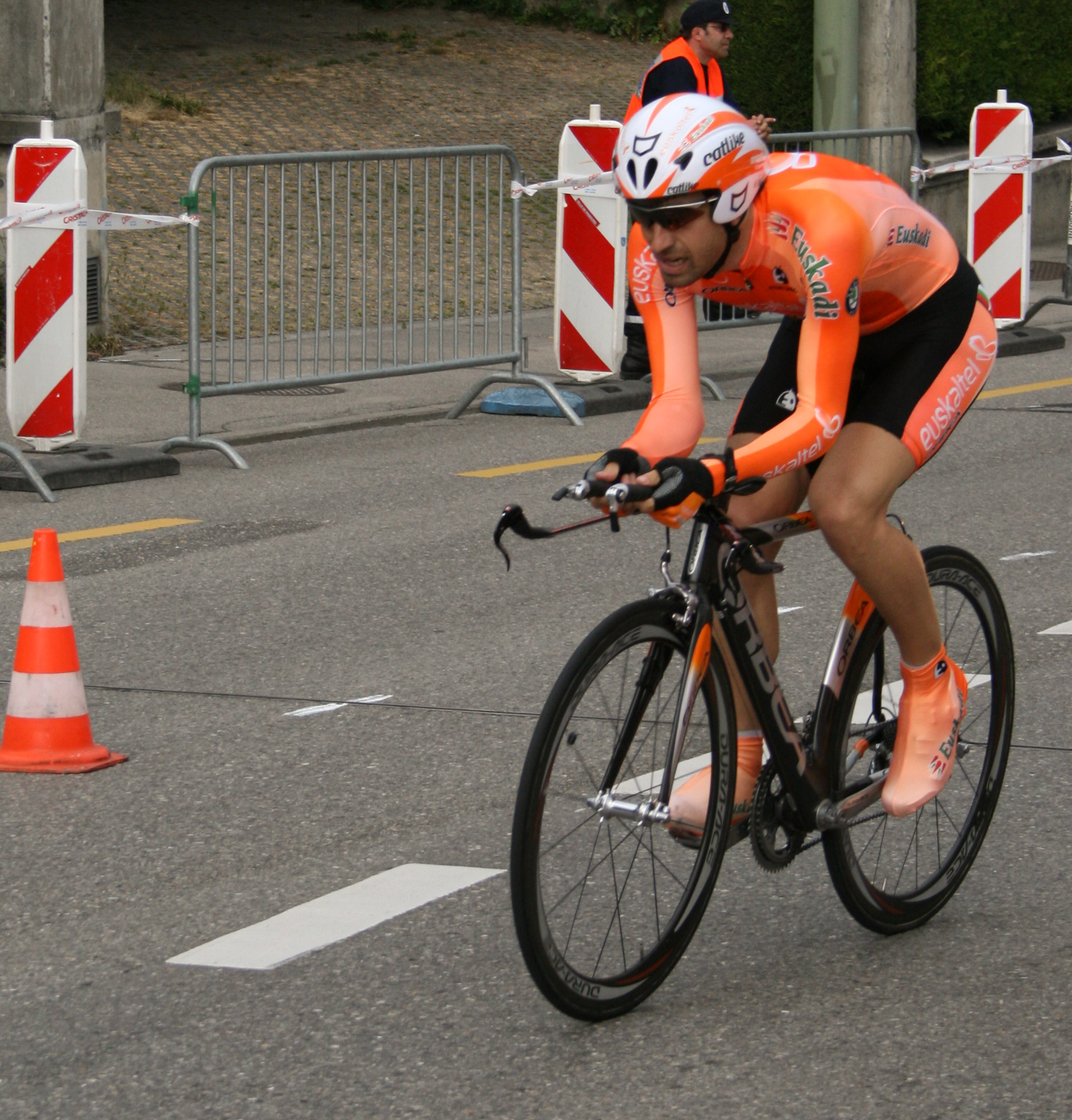
Íñigo Landaluze (2007)

Íñigo Landaluze Intxaurraga  (* 9. Mai 1977 in Getxo) ist ein ehemaliger spanischer Radrennfahrer.

## Sportliche Laufbahn
Landaluze war seit 2001 Profisportler und stand in der baskischen Radsportmannschaft Euskaltel Euskadi unter Vertrag. Er gewann im Jahre 2005 überraschend das zur UCI Pro Tour zählende Radrennen Critérium du Dauphiné Libéré. Eine Dopingkontrolle während dieses Rennens ergab einen erhöhten Testosteronwert. Landaluze wurde vom für das Dopingverfahren zuständigen spanischen Radsportverband freigesprochen, am 4. Juli 2006 legte der Internationale Radsportverband (UCI) gegen den Freispruch Berufung zum internationalen Sportsgerichtshof ein, die aber aus formalen Gründen keinen Erfolg hatte, entgegen den Regeln waren A- und B-Probe vom selben Labormitarbeiter untersucht worden.
Seitdem konnte Landaluze keine nennenswerten Erfolge mehr erringen. Nach erneuten positiven Dopingproben auf Erythropoetin-Analogon CERA bei der Dauphiné Libéré 2009 und wenig später während des Trainings wurde Íñigo Landaluze erneut vom internationalen Radsportverband gesperrt. Landaluze leugnete die Vergehen nicht, übernahm die volle Verantwortung dafür und verneinte die Beteiligung anderer Fahrer oder des Teams daran. Nach seiner Sperre bestritt er keine weiteren Profirennen.

## Palmarès
- Gesamtsieg Critérium du Dauphiné Libéré 2005
- 3. Platz auf der 10. Etappe der Tour de France 2006
- 2. Platz auf der 11. Etappe der Vuelta a España 2006
- 2. Platz auf der 7. Etappe der Tour de France 2007
- 2. Platz Gesamtwertung Burgos-Rundfahrt 2008